# Pseudo-céréale

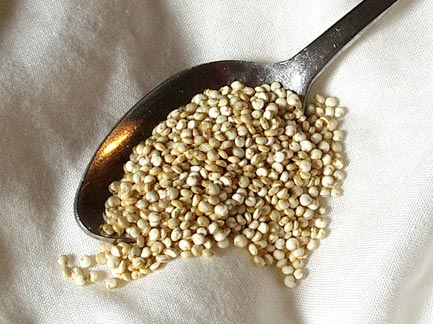
Le quinoa n'est pas une graminée, mais ses graines sont consommées depuis 6000 ans.

Les pseudo-céréales sont des plantes dicotylédones dont on conserve et consomme les graines plus ou moins à la manière des céréales. Contrairement aux céréales, ce ne sont pas des graminées. Leurs graines peuvent être moulues et réduites en farine et utilisées comme celles des céréales.
Les pseudo-céréales les plus courantes sont : l'amarante (amarante queue-de-renard, amarante rouge, Amaranthus hypochondriacus), le quinoa, et le sarrasin. 

## Liste de pseudo-céréales
- Amarante
  - Amarante queue de renard
  - Amarante rouge
  - Amaranthus hypochondriacus
- Brosimum alicastrum
- Sarrasin aussi appelé blé noir
- Sarrasin de Tartarie
- Chia
- Célosie
- Kañiwa
- Chenopodium berlandieri
- Quinoa
- Hanza